# 赫蘇斯區 (卡哈馬卡省)
7°14′53″S 78°23′04″W / 7.2481°S 78.3845°W
赫蘇斯區（西班牙語：Distrito de Jesús），是秘魯的一個區，位於該國北部卡哈馬卡大區的卡哈馬卡省，面積267.8平方公里，海拔高度2,564米，2005年人口14,075，人口密度每平方公里53人。